# Droga wojewódzka 289
Die Droga wojewódzka 289 ist eine Woiwodschaftsstraße in der polnischen Woiwodschaft Lebus. Die Straße beginnt an der polnisch-deutschen Grenze bei Zasieki (Skaren) und verläuft über Lubsko (Sommerfeld) nach Nowogród Bobrzański (Naumburg am Bober), wo sie sich mit der Droga krajowa 27 trifft. In ihrem Verlauf trifft die Straße zudem auf die Droga wojewódzka 286 und die Droga wojewódzka 287. Die DW 289 hat eine Gesamtlänge von 46,9 Kilometern.